# Calamotropha kurenzovi
Calamotropha kurenzovi là một loài bướm đêm trong họ Crambidae.